# Beijing International Snooker Challenge
Beijing International Snooker Challenge — пригласительный снукерный турнир в Китае. Впервые прошёл с 7 по 12 июля 2009 в Пекине, Китай.
Первым победителем стал Лян Вэньбо — восходящая звезда китайского снукера. Ему же принадлежит высший брейк турнира — 138 очков. 
Призовой фонд вполне соотносится с рейтинговыми турнирами, уже проводящимися на территории Китая. Исходя из этого, можно сделать вывод о том, что в ближайшие годы наиболее динамично развивающейся ареной снукерных баталий станет Китай.
В сезоне 2010/11 преобразовался в BTV International. Организатором и спонсором турнира выступила компания 110Sport.

## Победители
| Год                                               | Чемпион                                           | Финалист                                          | Счёт                                              | Сезон                                             |                                                   |
| Beijing International Snooker Challenge (BTV Cup) | Beijing International Snooker Challenge (BTV Cup) | Beijing International Snooker Challenge (BTV Cup) | Beijing International Snooker Challenge (BTV Cup) | Beijing International Snooker Challenge (BTV Cup) | Beijing International Snooker Challenge (BTV Cup) |
| ------------------------------------------------- | ------------------------------------------------- | ------------------------------------------------- | ------------------------------------------------- | ------------------------------------------------- | ------------------------------------------------- |
| 2009                                              | Лян Вэньбо                                        | Стивен Магуайр                                    | 7:6                                               | 2009/10                                           |                                                   |
| BTV International                                 |                                                   |                                                   |                                                   |                                                   |                                                   |
| 2010                                              | Тянь Пэнфэй                                       | Райан Дэй                                         | 9:3                                               | 2010/11                                           |                                                   |